# Bernd Hölzenbein
Bernd Hölzenbein (Runkel, Alemania, 9 de marzo de 1946-Fráncfort del Meno, 15 de abril de 2024) fue un futbolista alemán que jugó como delantero o extremo en la selección nacional alemana. A nivel internacional, fue miembro de la selección de Alemania Occidental que ganó la Copa del Mundo en 1974. Hölzenbein fue quien recibió la falta en la final contra Holanda , que provocó el penalti del empate para los alemanes.

## Clubes
| Club                     | País           | Año       |
| ------------------------ | -------------- | --------- |
| Eintracht Fráncfort      | Alemania       | 1967-1981 |
| Fort Lauderdale Strikers | Estados Unidos | 1981-1983 |
| Memphis Americans        | Estados Unidos | 1983-1984 |
| Baltimore Blasts         | Estados Unidos | 1985      |
| FSV Salmrohr             | Alemania       | 1986      |

## Palmarés

### Torneos locales
| Título           | Club                | País     | Año     |
| ---------------- | ------------------- | -------- | ------- |
| Copa de Alemania | Eintracht Fráncfort | Alemania | 1973-74 |
| Copa de Alemania | Eintracht Fráncfort | Alemania | 1974-75 |
| Copa de Alemania | Eintracht Fráncfort | Alemania | 1980-81 |

### Torneos internacionales
| Título                 | Club                  | País     | Año     |
| ---------------------- | --------------------- | -------- | ------- |
| Copa Mundial de Fútbol | Selección de Alemania | Alemania | 1974    |
| Copa de la UEFA        | Eintracht Fráncfort   | Alemania | 1979-80 |